# Orthopodomyia flavicosta
Orthopodomyia flavicosta är en tvåvingeart som först beskrevs av Philip James Barraud 1927.  Orthopodomyia flavicosta ingår i släktet Orthopodomyia och familjen stickmyggor. Inga underarter finns listade i Catalogue of Life.